# 松溪山 (科羅拉多州)
松溪山（英語：Pine Brook Hill）是位於美國科羅拉多州圓石縣的一個人口普查指定地區。

## 地理
松溪山的座標為39°03′00″N 105°18′33″W / 39.05000°N 105.30917°W，而該地最高點為海拔高度1950米（即6400英尺）。

## 人口
根據2010年美國人口普查的數據，松溪山的面積為7.6平方千米，均為陸地。當地共有人口983人，而人口密度為每平方千米129人。